# Thelcticopis karnyi
Thelcticopis karnyi là một loài nhện trong họ Sparassidae.
Loài này thuộc chi Thelcticopis. Thelcticopis karnyi được Eduard Reimoser miêu tả năm 1929.